# Falcoon
Тацухіко Канаока (金岡龍彦, Kanaoka Tatsuhiko), більш відомий під псевдонімом Falcoon (ファルコン, Фалукон)[джерело?], — японський художник, який працює на SNK. Він брав участь у створенні кількох ітерацій франшизи The King of Fighters.

## Кар'єра
Після закінчення Кіотського університету Сейка, Falcoon почав свою діяльність як фан-художник, створюючи ілюстрації для різних ігор, таких як The King of Fighters, Street Fighter і JoJo's Bizarre Adventure. У 1998 році він приєднався до SNK як дизайнер карток для гри SNK vs. Capcom: Card Fighters Clash. Його обрали для створення внутрішньоігрового мистецтва для SVC Chaos: SNK vs. Capcom. Falcoon здебільшого займався дизайном персонажів та був відповідальний за художні роботи для The King of Fighters 2003. Він також створив альтернативні дизайни та нових персонажів для серії KOF: Maximum Impact, де був продюсером і артдиректором. У 2008 або 2009 році він залишив SNK Playmore з невідомих причин. Усі проєкти, пов'язані з серією Maximum Impact, були офіційно скасовані в жовтні 2009 року.
Зараз він працює в одній з дочірніх компаній SNK — SNK Entertainment.

## Стиль
Його стиль вирізняється акцентом на м'язистість і масивність як чоловічих, так і жіночих персонажів, із різкими градієнтами та виділеннями. Його дизайни часто натхнені японською вуличною модою, зокрема стилями Lolita та Fruits. У інтерв'ю він неодноразово наголошував, що не використовує референси, покладаючись лише на «сильні образи з пам'яті».

## Роботи
- Off Beat Racer! — перша робота, частина команди дебаггерів
- SNK vs. Capcom: Card Fighters Clash
- SNK vs. Capcom Card Fighters Clash 2 Expand Edition — головний ілюстратор
- SNK vs. Capcom Card Fighters DS — продюсер і головний ілюстратор
- Capcom vs. SNK (промо)
- Capcom vs. SNK 2 (промо)
- SNK vs. Capcom: SVC Chaos (промо, обкладинка)
- The King of Fighters 2003 — головний ілюстратор
- The King of Fighters XI — спеціальна кінцівка, частина розробки сюжету
- KOF: Maximum Impact — дизайнер персонажів
- KOF: Maximum Impact 2 — продюсер, дизайнер персонажів і артдиректор
- KOF: Maximum Impact Regulation A — продюсер, дизайнер персонажів і артдиректор
- The King of Fighters: Another Day — оригінальний дизайнер персонажів
- The King of Fighters '98 Ultimate Match — артдиректор